# Nzilosee
Der Nzilosee (ehemals Delcommunesee, auch Lac del Commune) ist ein Stausee in der Demokratischen Republik Kongo (DR Kongo) in der Provinz Haut-Lomami. Der See entstand durch einen Staudamm am Lualaba-Fluss.
Er liegt etwa 16 km nordöstlich des großen Kupferbergbaugebiets Kolwezi.
Der Stausee wurde ursprünglich nach dem belgischen Soldaten und Entdecker Alexandre Delcommune benannt.

## Damm
Der Damm mit Wasserkraftwerk wurde gebaut, um Strom für den Kupferbergbau zu liefern.
Die Infrastruktur dieses Kraftwerks besteht aus vier Einheiten und hat eine geplante Kapazität von 100 MW. Die letzte Einheit wurde 1953 in Betrieb genommen. Sie wird Stand 2025 von SNEL (Societe Nationale d'Electricite) betrieben.

## Reservoir
Der Stausee stellt auch eine Wasserquelle für die Bergbaubetriebe dar.
Vor dem Aufstauen war der Standort ein Feuchtgebiet entlang des Lualaba-Flusses. Ein Teil des Lebensraums rund um den See besteht aus Sümpfen. Es wurden Fische ausgesetzt und heute ist der See ein wichtiger Standort für Wasservögel.